# Charles Brewer
Pour les articles homonymes, voir Brewer.
Charles Robert Brewer (né le 7 avril 1988 à Paradise Valley, Arizona, États-Unis) est un lanceur droitier des Ligues majeures de baseball. Il est présentement agent libre.

## Carrière
Charles Brewer est repêché au 18e tour de sélection par les Angels de Los Angeles d'Anaheim en 2006 mais il repousse l'offre et rejoint plutôt l'Université de Californie à Los Angeles. Il signe son premier contrat professionnel avec l'équipe de son État natal, les Diamondbacks de l'Arizona, qui en font leur choix de 12e ronde en 2009.
Brewer, un lanceur partant dans les ligues mineures, fait ses débuts dans le baseball majeur comme lanceur de relève pour les Diamondbacks le 10 juin 2013 contre les Dodgers de Los Angeles. Il lance 6 manches en 4 matchs pour Arizona en 2013, allouant deux points et réussissant 5 retraits sur des prises. Il passe ensuite la saison 2014 dans les mineures avec le club-école des Diamondbacks à Reno.
Le 23 novembre 2014, les Diamondbacks vendent le contrat de Brewer aux Indians de Cleveland. Il ne joue pas pour Cleveland et est libéré de son contrat le 12 avril 2015.